# Olivier Royant
Olivier Royant (Rostrenen, 16 de julio de 1962-Levallois-Perret, 31 de diciembre de 2020) fue un periodista francés. Desde 2006 fue el director de redacción de la revista Paris Match.

## Trayectoria profesional
Royant estudió Ciencias Políticas en el Instituto de Estudios Políticos de París y posteriormente obtuvo un MBA en la Universidad de Columbia en Nueva York.
Su carrera de periodista la comenzó en radios libres, entre ellas, radio Gilda. En 1985 ingresó a la revista Paris Match, donde desarrolló toda su carrera: fue gran reportero, corresponsal en los Estados Unidos, director adjunto de la redacción hasta 2006 en que se convirtió en el director de redacción luego de la exclusión de Alain Genestar.
Falleció el 31 de diciembre de 2020 a los cincuenta y ocho años, debido a una larga enfermedad en el Hôpital Franco-Britannique de Levallois-Perret.

## Vida personal
Su esposa Delphine Royant, es editora de Vogue Paris.

## Publicaciones
- Alain Genestar, Olivier Royant, Le XXe siècle de Paris Match, Éditions France loisirs, 2002. ISBN 9782744136757
- Olivier Royant, Jean-François Chaigneau, Gérard Gery, Images de cataclysmes, Filipacchi, 2002. ISBN 9782850186929
- Jean-Pierre Bouyxou, Olivier Royant, Dans les coulisses de Cannes, Glénat - Paris Match, 2010. ISBN 272347609X
- Jean-François Chaigneau, Joseph Laredo, Olivier Royant, In the Studio: Artists of the 20th Century in Private and at Work, Edition Olms, 2012. ISBN 9783283012151
- Olivier Royant, John, le dernier des Kennedy, 2018, éd. de l'Observatoire.